# پاتریک مالاهید
پاتریک جرالد داگن (انگلیسی: Patrick Gerald Duggane؛ زاده ۲۴ مارس ۱۹۴۵) که با نام حرفه‌ای پاتریک مالاهید شناخته می‌شود، یک بازیگر اهل بریتانیا است. از فیلم‌های او می‌توان به بوسه طولانی شب‌بخیر، موتورهای فانی، جزیره کاتروت، یک ماه در کشور، تا تو بودی، ویکتوریا و آلبرت، مأمور مخفی و آسایش و خوشی اشاره کرد.